# 마키노 유이
마키노 유이(牧野 由依, 1986년 1월 19일 ~ )는 일본 도쿄도 출신의 성우, 가수이다. 소속 사무소와 레이블은 각기 BGB 컴퍼니와 빅터 엔터테인먼트(flying DOG 레이블).

## 경력·인물
3세부터 아역 탤런트 사무소인 캐럿에 소속해 예능 활동을 시작했으며(후에 캐럿의 어른 탤런트 부문인 오피스 타카기에도 소속), 4세부터 피아노를 배우기 시작했다. 유년기에 이와이 슌지에게 발견되어 《Love Letter》, 《릴리 슈슈의 모든 것》, 《하나와 앨리스》의 사운드 트랙에서 피아노 연주를 해, 당시부터 연주가로서도 두각을 나타내고 있었다.
2005년 봄에 칸노 요코의 눈에 띄어 애니메이션 《창성의 아쿠에리온》의 닫는 노래인 〈옴나마그니〉를 가창. 같은 해 《츠바사 크로니클》의 히로인인 사쿠라 역으로 성우 데뷔. 8월에 발매한 데뷔 싱글 〈암리타〉('극장판 츠바사 크로니클 새장 나라의 공주님' 닫는 노래)로 본격적인 음악 활동을 개시한다.
2008년 3월 19일에 도쿄 음악대학의 피아노과를 졸업.
2009년 2월 1일에 선뮤직 출판에서 BGB 컴퍼니로 이적했으며, 2009년 현재 일시적으로 가수보다는 성우로서 주로 활동하고 있다.

## 출연작

### TV 애니메이션
2005년
- 츠바사 크로니클(사쿠라）

2006년
- 제가페인 (메이우)
- 츠바사 크로니클 2기(사쿠라)
- ARIA The NATURAL(아카네)
- N.H.K에 어서오세요!(나카하라 미사키)

2007년
- 스케치북 ~full color's~ (토리카이 하즈키)

2009년
- 내일의 요이치 (츠바메 츠바사)
- 우주를 달리는 소녀 (카와이 호노카)
- 타이쇼 야구 아가씨. (사쿠라미 쿄코)
- NEEDLESS (미오)

2010년
- Angel Beats! (유사)

2011년
- C~The Money Of Soul and Possibility Control~ (이쿠타 하나비)

2017년
- 사랑과 거짓말 (사나다 리리나)

### OVA
- 별 바다의 아무리(아무리)
- 츠바사 TOKYO REVELATIONS(사쿠라)

### 웹 애니메이션
- 방과후의 플레이아데스 (히카루)

### 극장판 애니메이션
- 극장판 츠바사 크로니클 새장 나라의 공주님(사쿠라)

### 게임
- 츠바사 크로니클 (사쿠라)
- 아크라이즈 판타지아 (리피아)
- 아이돌 마스터 신데렐라 걸즈 (사쿠마 마유)
- 하얀고양이 프로젝트 (파르메 페넬리)

### 드라마CD
- 〈스케치북 ~full color's~〉드라마CD《Sketch Book Stories ~전야제~》 (토리카이 하즈키)
- 〈츠바사 크로니클〉드라마＆캐릭터 송 앨범 《왕궁의 마치네(王宮のマチネ)》시리즈(사쿠라)
- Which Witch? (유우기 사키)

### 라디오
- 마키노 유이의 204호실 (인터넷 라디오, 2005년 7월 - 2006년 2월)
- 스케치북 포근한 라디오 - 인터넷 라디오, 하나자와 카나, 나카세 아스카와 공동진행. (2007년 9월 - 2008년 1월)
- 아크라이즈 Lady Radio Hour - 인터넷 라디오, 카토 에미리와 공동진행. (2009년 4월 - 6월)
- 마키노 유이의 안단테 방송실 (모바일, 2009년 4월 - )

## 가수 활동

### 싱글
1. アムリタ(암리타) (2005년 8월 18일)
2. ウンディーネ(운디네) (2005년 10월 21일)
3. ユーフォリア (유포리아)[*](행복감) (2006년 4월 26일)
4. もどかしい世界の上で (모도카시 세카이노 우에데)[*](안타까운 세상 위에서) (2006년 10월 25일)
5. スケッチブックを持ったまま (스켓치부쿠오 못따마마)[*](스케치북을 든 채로) (2007년 10월 24일)
6. synchronicity（2007년 11월 21일）
7. スピラーレ (스피라레)[*](Spirale, 나선) (2008년 1월 23일)
8. たんぽぽ水車～Yui Makino Version～ (탄포포 스이샤)[*](민들레 물레방아~마키노유이 버전~) (2009년 10월 7일)
9. ふわふわ (후와후와)[*](흔들흔들) (2010년 3월 3일)
10. 碧の香り (아오노 카오리)[*](푸른 향기) (2010년 11월 10일)
11. お願いジュンブライト (오네가이 쥰브라이트)[*](부탁해요 쥰브라이트) (2011년 4월 27일)

### 앨범
1. [[덴큐노 온가쿠|天球の音楽]](천구의 음악) (2006년 12월 6일)
2. [[마키노 유이 (음반)|マキノユイ。]](마키노 유이.) (2008년 3월 26일)
3. [[홀로그래피|ホログラフィー]](홀로그래피) (2011년 7월 6일)

### 그 외
애니메이션／CD드라마
- 〈창성의 아쿠에리온〉오리지널 사운드 트랙 (2005년 6월 8일 발매)

닫는 노래〈옴나마그니(オムナマグニ)〉수록
- 〈츠바사 크로니클〉오리지널 사운드 트랙《Future Soundscape II》(2005년 9월 22일 발매)

삽입곡〈꿈의 날개(ユメノツバサ 유메노쓰바사[*])〉수록
- 〈ARIA The ANIMATION〉오리지널 사운드 트랙 (2005년 11월 23일 발매)

스페셜 여는 노래 〈운디네(ウンディーネ)-forest mix-〉수록
- 〈츠바사 크로니클〉드라마＆캐릭터 송 앨범《왕궁의 마치네》Chapter.1~수상도시 코랄~ (2005년 12월 16일 발매)

닫는 노래〈영원의 마음(永遠の想い)〉수록
- 〈츠바사 크로니클〉드라마＆캐릭터 송 앨범《왕궁의 마치네》Chapter.3~말할 수 없는 대사～(2006년 3월 24일 발매)

닫는 노래〈꿈의 날개(ユメノツバサ)(Duet Version)〉수록(마키노 유이＆이리노 미유)
- 〈N.H.K에 어서 오세요!〉O.S.T.《다크사이드에 어서오세요!》(2006년 8월 23일 발매)

삽입곡〈다크 사이드에 따라 와(ダークサイドについてきて 다쿠사이도니 쓰이테키테[*])〉수록
- 〈ARIA The NATURAL〉보컬 송 콜렉션 (2006년 9월 6일 발매)

〈운디네~연주가창~(ウンディーネ～弾き語り~)〉〈유포리아~연주가창~(ユーフォリア～弾き語り～)〉수록
- 〈ZEGAPAIN〉O.S.T.2 (2006년 10월 4일 발매)

삽입곡〈CESTREE〉수록
- 〈츠바사 크로니클〉베스트 보컬 콜렉션 (2006년 12월 20일 발매)

삽입곡〈달의 침묵(つきのしじま 쓰키노시지마[*])〉수록
- OVA《별 바다의 아무리》미소녀 캐릭터 음반 Vol.1〈아무리와 해버려요!〉(2007년 12월 19일 발매)

〈해버려요!(やっちゃおうよ! 야차오요[*])〉〈아무리의 혼잣말(アムリのひとりごと 아무리노 이토리고토[*])〉〈해조화(海鳥花 우미도리카[*]) -아무리 Ver.-〉수록 ※〈해버려요!〉만 아무리가 통솔하는 우주소녀 반 알렌대(마키노 유이, 아이자와 미치루, 사이토 모모코)
- 〈스케치북 ～full color's～〉드라마CD《Sketch Book Stories ~전야제~》(2007년 12월 27일 발매)

삽입곡〈민들레 물레방아(たんぽぽ水車 단포포 스이샤[*])〉수록（마키노 유이, 하나자와 카나, 나카세 아스카）
- OVA《별 바다의 아무리》미소녀 캐릭터 음반 Vol.2〈스즈와 해버려요!〉(2008년 7월 30일 발매)

제 2화 닫는 노래〈참새의 병정(すずめの兵隊さん 스즈메노 헤이타이상[*])〉수록 ※스즈가 통솔하는 우주소녀 반 알렌대(아이자와 미치루, 마키노 유이, 사이토 모모코)
- OVA《별 바다의 아무리》미소녀 캐릭터 음반 Vol.3〈페리에와 해버려요!〉(2008년 10월 1일 발매)

제 3화 닫는 노래〈켈트해에서 KuyuraruLa···(ケルトの海でKuyuraruLa··· 케루토노 우미데 KuyuraruLa[*])〉수록 ※페리에가 통솔하는 우주소녀 반 알렌대（사이토 모모코, 마키노 유이, 아이자와 미치루)
- OVA《별 바다의 아무리》오리지널 사운트 트랙 〈모두 해버려요!〉(2008년 10월 22일 발매)

여는 노래〈해버려요!〉 ※아무리가 통솔하는 우주소녀 반 알렌대(마키노 유이, 아이자와 미치루, 사이토 모모코), 〈해조화(하트풀 Ver.)〉※우주소녀 반 알렌대 wants 페미나（마키노 유이, 아이자와 미치루, 사이토 모모코, 히라노 아야) 수록
- 〈우주는 소녀의 친구(宇宙は少女のともだちさっ 우쥬하 쇼조노 도모다치상[*])〉(2009년 2월 4일 발매)

TV 애니메이션 《우주를 달리는 소녀》닫는 노래 〈우주는 소녀의 친구〉수록 ※시시도 아키하(MAKO), 칸나기 이츠키(엔도 아야), 카와이 호노카(마키노 유이)
- TV 애니메이션 《우주를 달리는 소녀》캐릭터 송 Vol.3 〈モロイミライキライ 모로이 미라이 키라이[*]〉카와이 호노카(마키노 유이) (2009년 3월 11일)

〈모로이 미라이 키라이〉사운드 시네마〈귀여운 호노카(かわいいほのか 카와이이 호노카[*])〉「우주는 소녀의 친구 호노카ver.」수록
영화 사운드 트랙
- 〈Love Letter〉오리지널 사운드 트랙

1995년 4월 21일/피아노 솔로 연주(감독: 이와이 슌지)
- 〈릴리 슈슈의 모든 것(リリイ・シュシュのすべて)〉오리지널 사운드 트랙

2001년 10월 17일/피아노 솔로 연주(감독: 이와이 슌지)
- 〈하나와 앨리스(花とアリス)〉오리지널 사운드 트랙

2004년 3월 13일/피아노 솔로 연주(감독: 이와이 슌지)